# Schubert Gambetta
Schúbert Gambetta Saint Léon (14. duben 1920 – 9. srpen 1991) byl uruguayský fotbalista. Nastupoval především na postu obránce.
S uruguayskou reprezentací vyhrál mistrovství světa roku 1950. Na vítězném šampionátu nastoupil ke dvěma utkáním ze čtyř. V národním týmu působil v letech 1941–1952 a celkem za něj odehrál 36 zápasů, v nichž vstřelil 3 góly.
Celou svou kariéru strávil v Nacionalu Montevideo, se kterým získal 11 mistrovských titulů (1940, 1941, 1942. 1943, 1946, 1947, 1948, 1950, 1952, 1955, 1956).